# 六个鸡站
六個雞站是沪昆铁路上的一个铁路车站，位于貴州省黔东南苗族侗族自治州凯里市炉山镇六個雞村，1974年建成，現為中国铁路成都局集团凯里车务段管轄的五等站，郵政編碼為556005。該車站目前辦理旅客乘降，不辦理行李、包裹托運；貨運則辦理整車貨物發到。

## 概述
该站得名于其所在的六个鸡村，村名的來源则说法不一。有相傳是當地一戶飼養六隻雞的人家，而當地除此之外並無特殊地標。一说其来源于民国时期村里每年要给县政府上缴的6个撮箕（“箕”讹称为“鸡”）。一说是明末清初此地大旱，交不起租子，只能交了6只公鸡，管辖此地麻哈州养鹅司便将寨子改名。还有说法是其源自两条交汇的小溪，因其形似鹿角，故名鹿角溪，后因当地方言发音相近，以讹传讹演变为六个鸡。
目前停靠六個雞站的旅客列車僅5639/5640次非空调列车，來往玉屏站（位於玉屏侗族自治县）和贵阳站間，車底為25B型，但在中国铁路客户服务中心网站无法购买往来该站的车票。

## 轶事
2017年春节，六个鸡站的四名职工在车站站台上举出“平安回家 鸡年大吉”字样的大字板并和站牌合影，以向春运期间出行的旅客送出“鸡年666”的祝福。